# Sandra Opoku
Pour les articles homonymes, voir Opoku.
Sandra Opoku est une avocate ghanéenne. En 2019, après sa nomination à la fonction de Nana Addo Dankwa Akufo-Addo, elle est devenue la première femme directrice du port de Tema. Elle était auparavant directrice générale de la division juridique de l'Autorité portuaire du Ghana (en),,,,.  

## Éducation
Opoku a fréquenté le lycée St Roses (en) à Akwatia, dans la région de l'Est, où elle a acquis son niveau O en 1992 et son niveau A en 1994. De retour à l'école, elle était l'officier du protocole. Après avoir terminé ses études à St. Roses, elle a été admise à l'université du Ghana pour poursuivre des études de droit et est ensuite entrée à l'École de droit du Ghana, où elle a été admise au barreau en octobre 2001. En 2004, elle a de nouveau obtenu l'admission à l'Institut de droit maritime international (en) à Malte, où elle a obtenu son master en droit maritime international,,.

## Carrière
Opoku a rejoint l'Autorité portuaire du Ghana (en) en 2003. Depuis, elle y travaille en tant qu'avocate, directrice générale chargée de l'administration, directrice générale chargée des affaires juridiques et secrétaire du conseil d'administration de la Ghana Ports and Harbours Authority. Elle a succédé à Edward Kofi Osei et est actuellement directrice par intérim des ports de Tema. Sa nomination au bureau, effectuée par Nana Akufo-Addo, a eu lieu en mars 2019,,,.  

## Vie privée
Opoku est presbytérienne. Elle est mariée et a trois enfants. 